# Anne Holst Moulvad
Anne Holst Moulvad (født 1965 i Aarhus)  er journalist og dokumentarfilmsinstruktør. 
Uddannet som journalist i 1993 fra Journalisthøjskolen i Aarhus og har siden 1990 arbejdet med tv-produktion. Hendes hovedinteresse har været at lave længere udsendelser og portrætter.
I 2009 fik filmen "En stemme for livet" om Herning Kirkes Drengekor og dirigent Mads Bille premiere i biografen. I 2013 fik dokumentarfilmen "Tangentspilleren" om musikgeniet på orgel Kristian Marius Andersen premiere. Den blev den mest sete danske dokumentar i biograferne det år. I 2018 fik "Farvekraft ad helvede til" om maleren Jens Søndergaard premiere i de danske biografer.
Anne Holst Moulvad har skrevet og udgivet børnebogsserien Trunte Lunte på eget forlag.
I 2021 udgav hun bogen "Et liv med børn, skjorter, bøffer og kunst". En portrætbog om Bitten Damgaard med 80 historier og 250 fotos fra et langt kvindeliv.